# Château Latour Ségur
Le Château Latour Ségur est situé sur la commune de Lussac, dans le département de la Gironde. 

## Historique
Le bâtiment est inscrit au titre des monuments historiques depuis le 18 décembre 2015.

## Description
C'est un édifice de style classique.

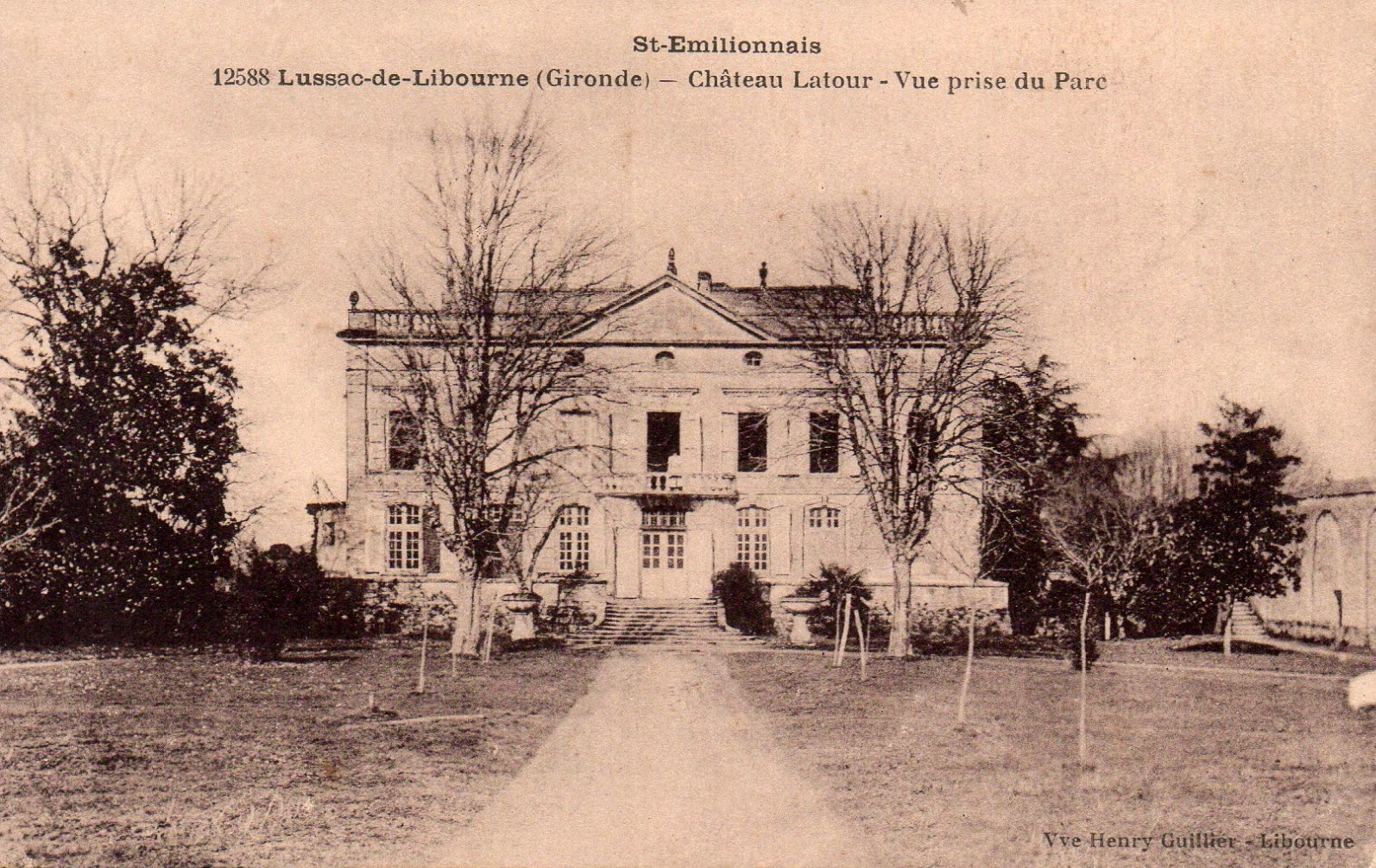
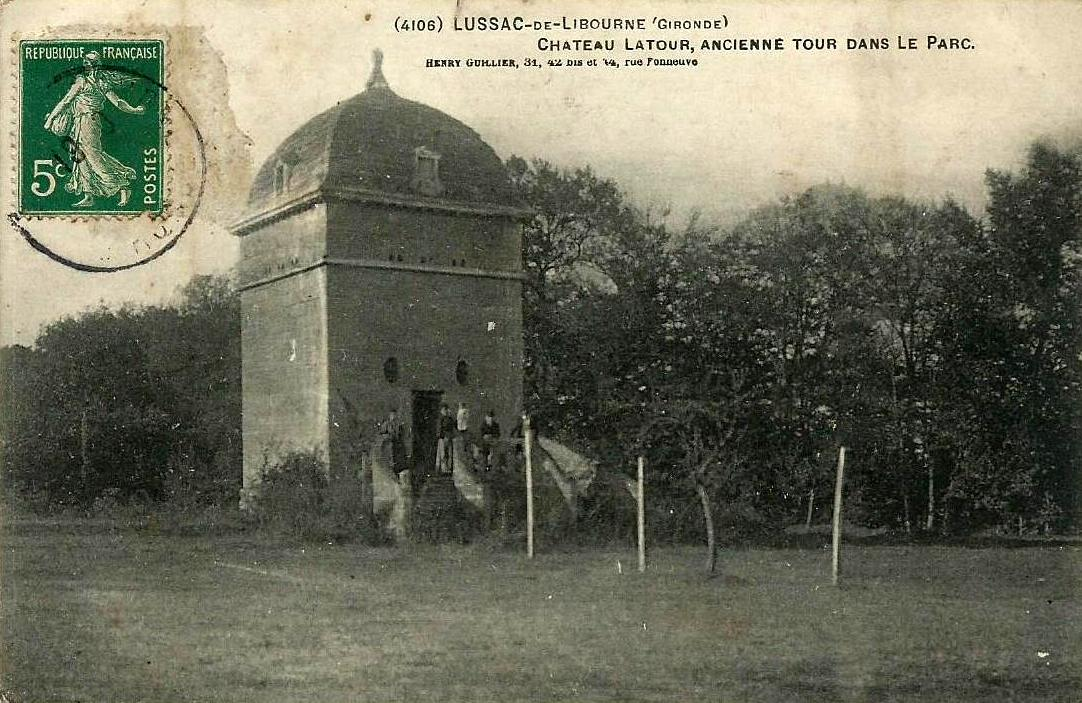
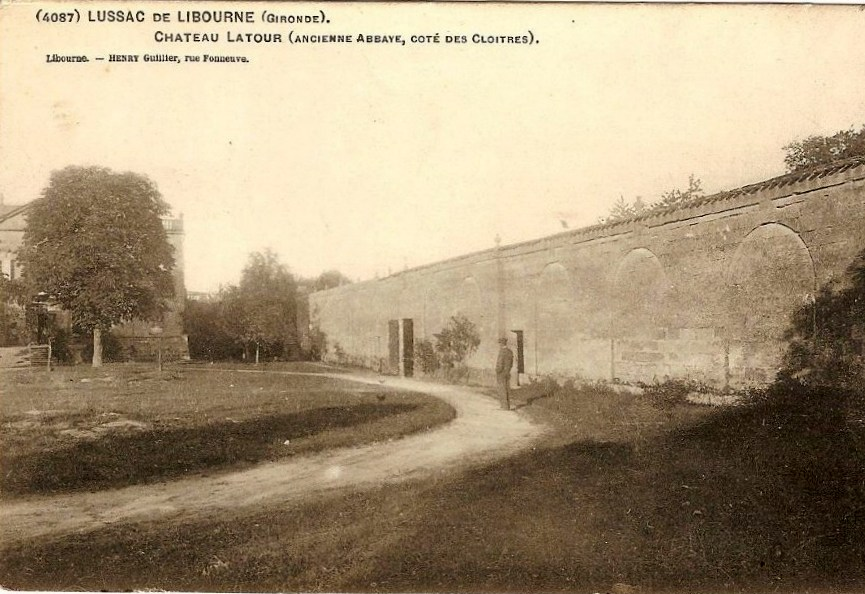